# إيمتشيمن (تونفيت)
إيمتشيمن هي إحدى مشيخات المملكة المغربية، تتبع جغرافيا لإقليم ميدلت وإداريًا لتونفيت. يقدر عدد سكانها بـ 2906 نسمة حسب الإحصاء الرسمي للسكان والسكنى لسنة 2004.